# Trundholmský sluneční vůz
Trundholmský sluneční vůz (dánsky Solvognen) je bronzový částečně pozlacený model vozu taženého koněm a vezoucího sluneční kotouč. Pochází z doby bronzové a byl objeven roku 1902 v Trundholmském močálu na poloostrově Odsherred na severozápadě největšího dánského ostrova Sjælland. Další fragmenty nalezl amatérský archeolog na místě původního nálezu roku 1996. Nyní je vůz ve sbírkách Dánského národního muzea v Kodani. Rozměry jsou přibližně 54 cm × 35 cm × 29 cm (šířka x výška x hloubka). Přesné datování není známo, vůz tažený koňmi se však na Severu objevil zřejmě v pozdní době bronzové, tedy někdy v letech 1100 až 550 př. n. l. Kromě kultické role v rámci slunečního kultu mohl vůz mít i kalendářní funkci, jak někteří badatelé vykládají ornamenty na pozlaceném kotouči.